# Landschaftsschutzgebiet Wratschanski Balkan
Der Wratschanski Balkan (bulgarisch Врачански Балкан, auch Врачанска Планина Wratschanska Planina; deutsch Wrazaer Balkangebirge oder verkürzt nur Wraza-Gebirge) ist ein Gebirgszug im westlichen Teil des Balkangebirges (Западна Стара планина Sapadna Stara planina) in Bulgarien. Er ist benannt nach der Stadt Wraza, die sich an seinen nördlichen Ausläufern befindet. Er umfasst ein Gebiet von 30129,9 ha.

## Geographie
Der Wratschanski Balkan umfasst Gebiete der Gemeinden Wraza, Kriwodol, Mesdra, Warschez und Swoge und erstreckt sich damit über die Oblaste Montana und Sofia. Im Schutzgebiet befindet sich der 1048 m Hohe Gipfel Okoltschiza.

## Geologie
Das triassische Kalkgestein weist in weiten Teilen des Wratschanski Balkan Verkarstung auf, worauf die Bildung zahlreicher Karstschluchten, Höhlen, Schluchten und Einbuchtungen zurückzuführen ist.

## Landschaftsschutzgebiet
Der gesamte Wratschanski Balkan wurde am 21. Dezember 1989 als Naturpark ausgewiesen.
Er wird seitdem von einer Direktion bei der staatlichen Forstagentur des bulgarischen Ministeriums für Umwelt und Wasserwirtschaft verwaltet. Der Naturpark umfasst den gleichnamigen Teil des Balkangebirges und die Felsen von Lakatnik. Er ist ca. 30 km lang und 10–15 km breit. Der höchste Berg im Naturpark ist der Beglitschka Mogila (1481 m). Auf dem Territorium des Naturparkes wachsen über 700 Gebirgspflanzen, von denen mehr als 50 zu den seltenen und bedrohten Arten zählen. Die Fauna des Parks umfasst mehr als 130 geschützte Tierarten.
Auf dem Gebiet des Wratschanski Balkan befinden sich über 500 Höhlen und Kluften. Eine der schönsten in Bulgarien ist die Ledenika-Höhle (Eis-Höhle), etwa 16 Kilometer westlich von Wraza, mit besonderen Felsbildungen, Konzertsaal und See. Bestimmte Tropfsteingebilde werden von Scheinwerfern beleuchtet. Zu erwähnen sind Temnata Dupka (Dunkles Loch), Smejova Dupka (Loch des Drachen), Haiduschka Propast (Kluft der Freiheitskämpfer), Gardjuva Dupka, Kalnata Propast (Schlammige Kluft), Newestina Propast (Brautkluft) und Sokolova Dupka (Falkenloch).

## Biologie

### Flora
Die Flora des Naturparks Wratschanski Balkan umfasst ca. 1100 Gefäßpflanzen, was 28 % der gesamten Flora Bulgariens entspricht. Im Naturpark wachsen endemische Arten, darunter die anderswo in Bulgarien kaum verbreiteten Campanula jordanovii, Centranthus longiflorus, Chamaecytisus kovacevii, Silene velcevii, wobei für letztere 50 % des weltweiten Bestandes hier vorkommen.
Zu den endemischen Arten, die auch in anderen Balkanländern zu finden sind, gehören Balkan-Bärenklau, Achillea ageratifolia, Armeria rumelica, Centaurea chrysolepis, Cephalaria flava, Cerastium moesiacum, Crocus veluchensis, Blutnelke, Digitalis viridiflora, Erysimum comatum, Bulgarischer Kranzenzian, Zwerg-Balkaniris, Janka Lilie, Pedicularis grisebachii, Cervaria aegopodioides, Sesleria latifolia, Sendtners Leimkraut und Vicia truncatula.
13 Arten sind im Roten Buch der Republik Bulgarien enthalten. Das Gebiet des Parks ist in das Netz der Naturschutzgebiete der Europäischen Union Natura 2000 aufgenommen.

### Fauna
Im Wratschanski Balkan gibt es etwa 1231 verschiedene Wirbellose. Es ist ein wichtiges Verbreitungsgebiet für Schmetterlinge in Bulgarien. Es sind Vorkommen von 11 verschiedenen Amphibien und 15 Reptilien-Arten nachgewiesen. Davon sind 20 gesetzlich geschützt, alle sind in der Berner Übereinkunft enthalten. Von den über 180 Vogelarten des Naturparks sind 157 gesetzlich geschützt und 38 im Roten Buch der Republik Bulgarien aufgeführt. Im Naturpark gibt es 36 Säugetierarten, von denen 9 auf nationaler Ebene, 20 auf europäischer Ebene und 9 auf internationaler Ebene geschützt sind. Einige von ihnen sind Waldschläfer, Südlicher Weißbrustigel, Europäischer Dachs, Europäischer Fischotter, Europäischer Iltis, Wildkatze und Rehwild. 22 der 33 in Bulgarien lebenden Fledermausarten kommen hier vor.

## Tourismus und Fremdenverkehr

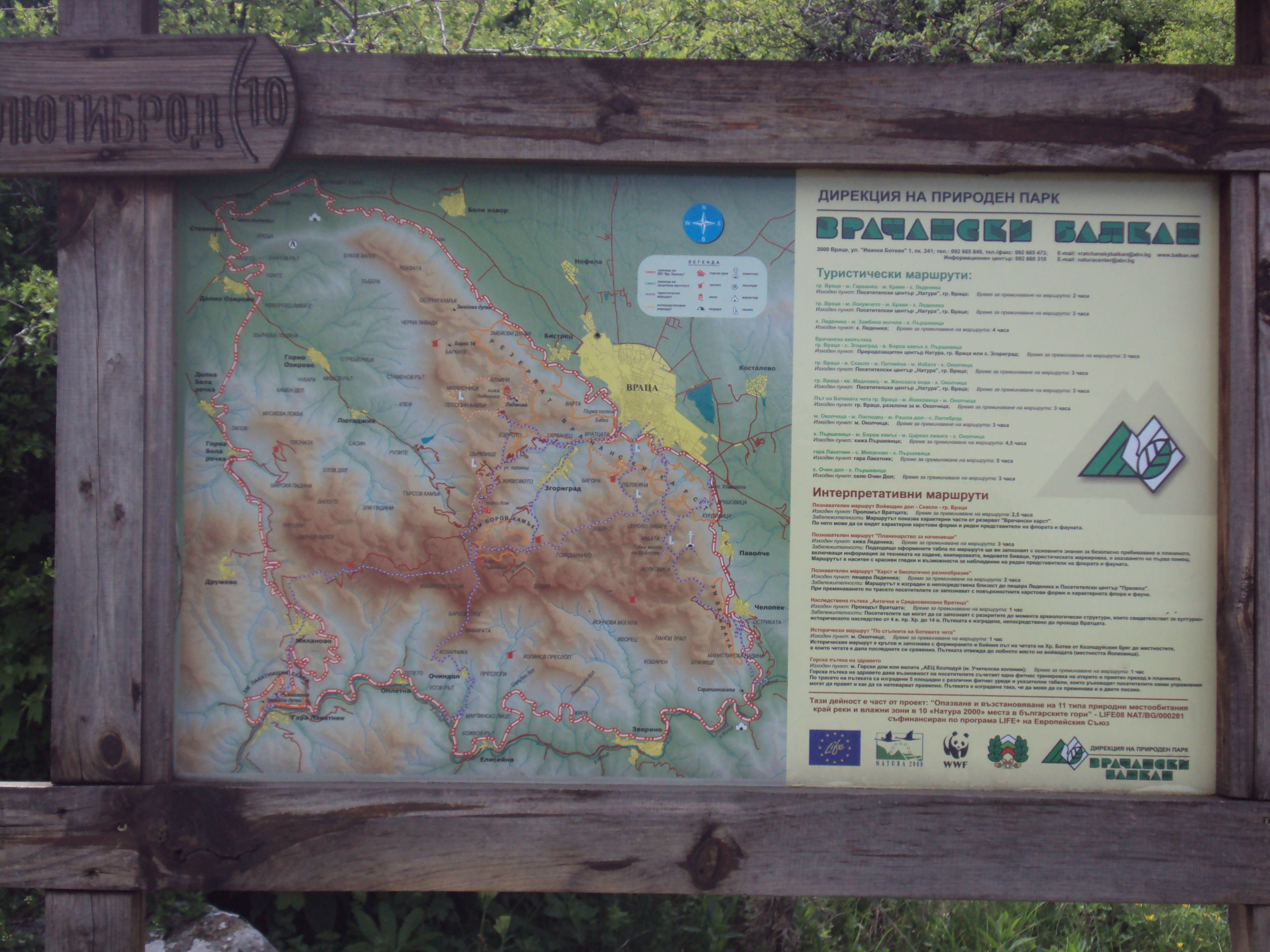
Grenzen und Karte des Schutzgebietes Wratschanski Balkan (bulgarisch)

Der Europäische Fernwanderweg E3 führt im Tal der Probojnitza entlang der westlichen Grenze des Wratschanski Balkan. Die Felsen von Lakatnik sind ein beliebtes Kletterrefugium für bulgarische und ausländische Alpinisten. Die Kleinstadt Warschez ist ein bekannter Kurort mit Thermal- und Mineralquellen. Zwischen Sgorigrad (bei Wraza) und der Hochebene Richtung Ledenika-Höhle gibt es einen Sessellift, der aber (Stand Sommer 2023) außer Betrieb ist. Die Berghütten Probojnitza, Ledenika, Perschevitza und Okolschitza bieten einfache Verpflegung und Beherbergung an. Das 1409 ha große Reservat Wratschanski Karst zwischen Wraza und Sgorigrad ist mit seinen weißen Kalkfelsen ebenfalls ein sehr beliebtes Kletterareal. Die vielfältigen Wanderwege durch den Wratschanski Balkan, die man auf älteren Karten findet, sind leider (Stand 2021) oftmals nicht in einem guten Erhaltungszustand. Das betrifft vor allem auch die Wegmarkierungen, die häufig überwachsen oder verschwunden sind. Neue Markierungen und regelmäßig erhaltene Wanderwege gibt es im Gebiet der Lakatnik-Felsen. Auf dem Fluss Iskar in der Gegend des Iskar-Durchbruches gibt es Anbieter von Kanu-Fahrten.
An den nordwestlichen Hängen des Gebirges liegen die Klöster Matnischki-Manastir „Sweti Nikolai Mirlikijski“ und das Bistrezki Manastir. Das Bistrezki Manastir „Sweti Iwan Pusti“ liegt 7 km nordwestlich von Wraza am Fuße des Felsgipfels Kassinata. Der Überlieferung nach führt es seine Existenz seit Anfang des 10. Jahrhunderts, als sich die ersten Einsiedlermönche in der großen Höhle unterhalb der steilen Felsen niederließen. Die Legende verbindet diesen Ort mit der Zeit der Herrschaft des Zaren Peter, als in der Höhle der Heilige Iwan Rilski zeitweilig weilte. Er bewohnte eine Fastenszelle, die man in 10 Minuten zu Fuß auf einem Pfad über dem Höhlengewölbe erreichen kann. Es wird vermutet, dass im Altertum unterhalb der 15 m großen Höhle eine thrakische Kultstätte existierte. Der Bereich des Klosters „Sweti Iwan Pusti“ umfasst die umliegenden Höhle und Kapellenreste, die Klosterkirche, die 100 m unterhalb der Höhle steht und moderne Nebengebäude, die 20 min unterhalb der Kirche gebaut wurden. Auf dem westlichen Kirchengewölbe sind Überreste von Wandmalereien erhalten. In der zweiten Hälfte des 16. Jahrhunderts und am Anfang des 17. Jahrhunderts war eine außerordentlich gute Goldschmiede in Betrieb, in der auch Meister aus Tschiprowzi gearbeitet haben. Aus jener Zeit ist ein goldenes Thronkreuz erhalten. Später wurde die Klosteranlage von den Türken zerstört. Der Wiederaufbau erfolgte im 19. Jahrhundert. Die letzte Sanierung war im Jahre 1867. Heute ist die Klosterkirche nicht restauriert, aber der Klosterbereich steht für Besucher offen.
Über dem heutigen Kloster sind Überreste der bulgarischen Festung Kassina, die eine rechteckige Form mit einer Länge von 30 m, Breite von 23 m und einer Mauerstärke von 2 m gehabt hat. Sie war mit der mittelalterlichen bulgarischen Siedlung Wratiza/Wraza verbunden, die neben der Festung Wratiza gelegen ist.
Öffentliche Verkehrsanbindungen zum Wratschanski Balkan gibt es von den Bahnstationen Lakatnik, Opletnja, Zwerino, Ljutobrod im Süden und Wraza und Bjeli Izbor im Nordosten. Der Kurort Warschez im Westen hat eine regelmäßige Busverbindung mit Wraza und mit Berkowiza.

## Wirtschaft
Abgesehen von Industrie in den angrenzenden Kleinstädten Wraza, Swoge und Mesdra, bestehen die wirtschaftlichen Aktivitäten im Wesentlichen aus Landwirtschaft. In den zentral gelegenen Berg-Gemeinden von Milanowo und Druschewo gibt es landwirtschaftliche Genossenschaften. Auf der zentralen Hochebene zwischen Wraza und Milanowo gibt es eine Bio-Landwirtschaft (Perschewitza), die in ganz Bulgarien Milchprodukte vertreibt.
In der Vergangenheit gab es an den Grenzen des Wratschanski Balkan Bergwerke zur Gewinnung von Kupfer, Silber und Uran (Sgorigrad, Probojnitza, Elisejna).